# Prefettura di Skhirate-Témara
La prefettura di Skhirate-Témara è una delle prefetture del Marocco, parte della regione di Rabat-Salé-Kenitra.

## Geografia antropica

### Suddivisioni amministrative
La prefettura di Skhirat-Témara conta 4 municipalità e 6 comuni:

#### Municipalità
- Ain El Aouda
- Harhoura
- Skhirat
- Temara

#### Comuni
- Ain Atiq
- El Menzeh
- Mers El Kheir
- Oumazza
- Sabbah
- Sidi Yahya Zaer